# Saqqez (Verwaltungsbezirk)
Saqqez (persisch شهرستان سقز) ist ein Schahrestan in der Provinz Kurdistan im Iran. Er enthält die Stadt Saqqez, welche die Hauptstadt des Verwaltungsbezirks ist.

## Kreise
Der Verwaltungsbezirk gliedert sich in folgende Kreise:
- Zentral (بخش مرکزی)
- Ziwyeh (بخش زیویه)
- Sarschivu (بخش سرشیو)

## Demografie
Bei der Volkszählung 2016 betrug die Einwohnerzahl des Schahrestan 226.451. Die Alphabetisierung lag bei 85 Prozent der Bevölkerung. Knapp 83 Prozent der Bevölkerung lebten in urbanen Regionen.
| Zensusjahr | Einwohnerzahl |
| ---------- | ------------- |
| 2011       | 210.820       |
| 2016       | 226.451       |